# 庫克斯山
庫克斯山（英語：Mount Cocks）是南極洲的山峰，位於維多利亞地南部，海拔高度2,438米，由英國探險隊發現，該山峰以時任皇家地理學會的司庫命名。
78°31′S 162°30′E / 78.517°S 162.500°E